# Pro League
La Pro League è un'associazione senza scopo di lucro fondata nel 1974 che riunisce le squadre di calcio professionistiche belghe che partecipano ai due massimi campionati nazionali. È un membro di European Leagues.

## Pro League
La Lega ha lo scopo di sviluppare e promuovere il calcio professionistico in Belgio e di garantire la qualità del prodotto. È stata fondata sotto la guida dei tre leader più influenti del calcio belga, vale a dire Constant Vanden Stock, Fernand De Clerck e Roger Petit che ne divenne il primo presidente. Nel 1997 è stata una dei fondatori dell'Associazione delle principali leghe di calcio professionistiche dell'Unione Europea. La Pro League era precedentemente chiamata Ligue du Football Professionelle (Liga Beroepsvoetbal in olandese). Il cambio di nome è stato votato nell'assemblea generale del 6 ottobre 2008.
Per ottenere l'adesione, lo statuto dell'associazione prevede che un club debba in particolare: godere di personalità giuridica, essere riconosciuto dall'URBSFA come club professionistico, essere titolare della licenza ad hoc per la prima divisione del campionato belga, essere qualificato sportivamente per la prima divisione del campionato belga, disporre a inizio stagione di un campo principale dotato di prato in buone condizioni, percorribile durante tutta la stagione e in ogni condizione climatica e dotato di impianti di drenaggio, irrigazione e riscaldamento a norma.
Nell’ambito della riorganizzazione del calcio belga successiva al Covid la Federazione le ha delegato tutto il calcio nazionale, quindi oltre alla Pro League (campionato) anche la Supercoppa del Belgio, il rinnovato torneo cadetto della Challenger Pro League, il campionato giovanile, la Coppa del Belgio sull’esempio italiano e, caso unico, la Super League (campionato femminile belga).

## Organico della Lega
L'organico della Lega corrisponde alle 28 società iscritte alla Pro League e alla Challenger Pro League (16 e 12 club rispettivamente, dato che alla seconda partecipano anche le riserve della prima).

## Presidenti
- 1974 - 1981 Roger Petit
- 1981 - 1986 Michel D'Hooghe
- 1986 - 1996 Roger Vanden Stock
- 1996 - 1999 Eddy Wauters
- 2001 - 2007 Jean-Marie Philips
- 2007 - 2012 Ivan De Witte
- 2012 - 2013 Ronny Verhelst
- 2013 - 2014 Michel Dupont
- 2014 - 2015 Peter Quaghebeur
- 2015 - 2018 Roger Vanden Stock
- 2018 - 2019 Marc Coucke
- 2019 - ora Peter Croonen